# The Chambers Brothers

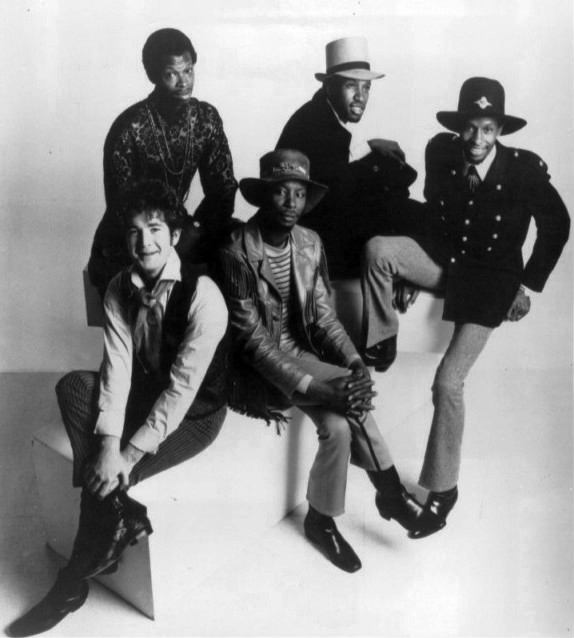
The Chambers Brothers, 1970.

The Chambers Brothers, amerikansk musikgrupp mest känd för soul-hiten "Time Has Come Today" från 1968.
De fyra bröderna började uppträda tillsammans så tidigt som 1954, men blev inte kända förrän i mitten på 1960-talet. De framförde soulmusik på ett hårt nästan lite psykedeliskt vis, i samma anda som Sly and the Family Stone.

## Diskografi
- Now (1966)
- The Time Has Come (1967)
- A New Time - A New Day (1967)
- The Chambers Brothers Shout! (1968)
- Love, Peace & Happiness (1969) live
- Feelin' the Blues (1970)
- New Generation (1970)
- Oh My God! (1972)
- Unbonded (1974)
- Right Move (1975)
- Live in Concert on Mars (1976)